# Borstenlose Egel
Die Borstenlosen Egel (Euhirudinea, Autobdella oder Hirudinida) sind borstenlose Ringelwürmer mit 33 bzw. 34 Segmenten und eine Teilklasse der Egel (Hirudinea), zu der die Rüsselegel, Schlundegel und Kieferegel gehören, nicht jedoch die Borstenegel und Krebsegel.

## Merkmale
Die Borstenlosen Egel weisen wie die Krebsegel, jedoch im Gegensatz zu allen anderen Ringelwürmern keinerlei Borsten (Chaetae) auf. Sie besitzen zwei Saugnäpfe, einen größeren hinten und einen kleineren vorn um den Mund, mithilfe derer sie sich in charakteristischer Weise fortbewegen und an Substrat oder Wirten festhaften können.
Der Körper der Borstenlosen Egel ist unter Einschluss des stets vorhandenen Prostomiums in 34 Segmente gegliedert, die aber äußerlich auf Grund einer engeren Ringelung – im Mittelabschnitt meist vier Ringel pro Segment – nicht erkennbar sind, während das Nervensystem aus 34 entsprechenden Ganglienpaaren besteht. Der vordere Saugnapf wird von den 4 ersten und der hintere Saugnapf den 7 letzten Segmenten gebildet. Die männliche Geschlechtsöffnung der zwittrigen Tiere befindet sich im neunten und die weibliche im zehnten Segment.
Der Vorderdarm der Borstenlosen Egel ist entweder als vorstülpbarer fester Rüssel (Rüsselegel) ausgebildet, ein kräftiger Schlund (Schlundegel) zum Einsaugen von Beutetieren oder mit gezähnten Kiefern besetzt (Kieferegel), die dem Aufritzen der Haut des Wirtes dienen.
Das Coelom weist keine Scheidewände auf und ist als System aus Kanälen oder Gefäßen ausgebildet, die zwischen kräftigen Muskeln und Bindegewebe verlaufen. Während die Rüsselegel ein primäres geschlossenes Blutgefäßsystem innerhalb der Coelomkanäle besitzen, ist es bei den Schlundegeln und Kieferegeln ganz reduziert, und seine Funktion wird hier in Gänze vom System der Coelomgefäße als sekundärem Blutgefäßsystem übernommen.

## Vorkommen, Lebensraum und Lebensweise
Die Borstenlosen Egel sind Parasiten, oft an Wirbeltieren, oder Fleischfresser. Es gibt aquatisch in Binnengewässern lebende, marine und landlebende Formen. Sie sind weltweit verbreitet.

## Systematik
E. I. Lukin stellt die Borstenlosen Egel als Euhirudinea („Echte Egel“) erstmals 1956 und noch einmal 1976 in seinem Standardwerk über die Egel der UdSSR den Borstenegeln oder Archihirudinea („Altegel“) gegenüber. Peter Ax nennt als Autapomorphie der monophyletischen Gruppe Autobdella oder Euhirudinea die konstante Anzahl von 34 Segmenten einschließlich Prostomium und ebenso 34 Ganglienpaaren, wobei der hintere Saugnapf von 7 Segmenten gebildet wird, das vollständige Fehlen von Borsten als konvergente Entwicklung zu den Branchiobdellida, die Ausbildung eines vorderen Saugnapfes als Konsequenz aus der Reduktion der Borsten, die Entwicklung aneinandergereihter Hodenfollikel aus langen Spermienröhren sowie die Reduktion der metameren Coelomsäcke und die Ausbildung des Coeloms als Kanalsystem. Die Borstenlosen Egel bilden innerhalb der Unterklasse der Egel die Schwestergruppe zu den Borstenegeln (Acanthobdellida), mit denen zusammen sie wiederum eine Schwestergruppe zu den Krebsegeln (Branchiobdellida) bilden. Sie umfassen folgende Ordnungen und Unterordnungen:
- Rüsselegel (Rhynchobdellida)
- Rüssellose Egel (Arhynchobdellida)
  - Schlundegel (Pharyngobdelliformes)
  - Kieferegel (Gnathobdelliformes)